# Castelnau-Barbarens
Castelnau-Barbarens este o comună în departamentul Gers din sudul Franței. În 2009 avea o populație de 493 de locuitori.

## Evoluția populației
| An        | 1975 | 1982 | 1990 | 1999 | 2006 | 2009 |
| --------- | ---- | ---- | ---- | ---- | ---- | ---- |
| Populație | 421  | 432  | 414  | 452  | 484  | 493  |